# Вулф-Лейк (тауншип)
Вулф-Лейк (англ. Wolf Lake) — тауншип в округе Бекер, Миннесота, США. На 2000 год его население составило 227 человек.

## География
По данным Бюро переписи населения США площадь тауншипа составляет 93,0 км², из которых 85,8 км² занимает суша, а 7,3 км² — вода (7,80 %).

## Демография
По данным переписи населения 2000 года здесь находились 227 человек, 68 домохозяйств и 49 семей.  Плотность населения —  2,6 чел./км².  На территории тауншипа расположено 83 построек со средней плотностью 1,0 построек на один квадратный километр. Расовый состав населения: 99,12 % белых и 0,88 % приходится на две или более других рас.
Из 68 домохозяйств в 35,3 % воспитывались дети до 18 лет, в 58,8 % проживали супружеские пары, в 10,3 % проживали незамужние женщины и в 27,9 % домохозяйств проживали несемейные люди. 25,0 % домохозяйств состояли из одного человека, при том 11,8 % из — одиноких пожилых людей старше 65 лет. Средний размер домохозяйства — 3,34, а семьи — 4,18 человека.
40,1 % населения — младше 18 лет, 6,6 % — в возрасте от 18 до 24 лет, 17,6 % — от 25 до 44, 22,0 % — от 45 до 64, и 13,7 % — старше 65 лет. Средний возраст — 37 лет. На каждые 100 женщин приходилось 99,1 мужчин.  На каждые 100 женщин старше 18 приходилось 106,1 мужчин.
Средний годовой доход домохозяйства составлял 25 250 долларов, а средний годовой доход семьи —  35 000 долларов. Средний доход мужчин —  27 500  долларов, в то время как у женщин — 16 786. Доход на душу населения составил 10 622 доллара. За чертой бедности находились 21,4 % семей и 41,0 % всего населения тауншипа, из которых 56,2 % младше 18 и 8,3 % старше 65 лет.